# Списък с филмите на „Туентиът Сенчъри Фокс“ (2000 – 2020)
Това е списък с филмите, продуцирани от Туентиът Сенчъри Фокс от 2000 до 2020 г.
За ранните издания, вижте Списък с филмите на Туентиът Сенчъри Фокс (1935 – 1999).

## 2000-те години
| Премиера             | Заглавие                                               | Оригинално заглавие                                                                 | Бележки |
| -------------------- | ------------------------------------------------------ | ----------------------------------------------------------------------------------- | --- |
| 11 февруари 2000 г.  | Плажът                                                 | The Beach                                                                           | копродукция с Figment Films |
| 15 февруари 2000 г.  | Сивата сова                                            | Grey Owl                                                                            | разпространител във Великобритания и Германия; копродукция с Largo Entertainment и Allied Filmmakers; Columbia TriStar Pictures поддържа разпространяващите права в САЩ, Universal Pictures го разпространява в Нидерландия, а Remstar поддържа разпространяващите права в Канада. |
| 24 март 2000 г.      | Тук на земята                                          | Here on Earth                                                                       | като Fox 2000 Pictures |
| 28 април 2000 г.     | Там, където е сърцето                                  | Where the Heart Is                                                                  | копродукция с Wind Dancer Films |
| 2 юни 2000 г.        | Агент XXL                                              | Big Momma's House                                                                   | копродукция с Regency Enterprises, Runteldat Entertainment, Friendly Productions, Taurus Films и Nina Saxon Film Design |
| 16 юни 2000 г.       | Титан А.Е.                                             | Titan A.E.                                                                          | копродукция с David Kirschner Productions и Fox Animation Studios |
| 23 юни 2000 г.       | Аз, моя милост и Айрийн                                | Me, Myself & Irene                                                                  | копродукция с Conundrum Entertainment |
| 14 юли 2000 г.       | Х-Мен                                                  | X-Men                                                                               | копродукция с Marvel Entertainment, Bad Hat Harry Productions и The Donners' Company |
| 21 юли 2000 г.       | Прозрачно минало                                       | What Lies Beneath                                                                   | копродукция с DreamWorks Pictures и ImageMovers; международен разпространител |
| 18 август 2000 г.    | Сънсет булевард                                        | Sunset Strip                                                                        | като Fox 2000 Pictures |
| 6 октомври 2000 г.   | Диджимон: Филмът                                       | Digimon: The Movie                                                                  | копродукция с Fox Kids Movies, Fox Family Films, Toei Animation и Saban Entertainment |
| 6 октомври 2000 г.   | Земя на тигри                                          | Tigerland                                                                           | единствено разпространение; продуциран от Regency Enterprises и New Regency Productions |
| 20 октомври 2000 г.  | Шеметна сделка                                         | Bedazzled                                                                           | копродукция с Regency Enterprises, Trevor Albert Productions и Kirch Media |
| 3 ноември 2000 г.    | Легенда за Багър Ванс                                  | The Legend of Bagger Vance                                                          | копродукция с DreamWorks Pictures, международен разпространител |
| 10 ноември 2000 г.   | Мъже на честта                                         | Men of Honor                                                                        | като Fox 2000 Pictures; копродукция с State Street Pictures |
| 15 декември 2000 г.  | Пич, къде ми е колата?                                 | Dude, Where's My Car?                                                               | копродукция с Alcon Entertainment |
| 22 декември 2000 г.  | Корабокрушенецът                                       | Cast Away                                                                           | разпространение в Северна Америка; копродукция с ImageMovers и Playtone; DreamWorks Pictures поддържа международните права |
| 23 февруари 2001 г.  | Маймунджилъци                                          | Monkeybone                                                                          | копродукция с 1492 Pictures |
| 23 март 2001 г.      | Не може да бъде                                        | Say It Isn't So                                                                     | копродукция с Conundrum Entertainment |
| 30 март 2001 г.      | Някой като теб                                         | Someone Like You                                                                    | като Fox 2000 Pictures |
| 11 април 2001 г.     | Джоси и котенцата                                      | Josie and the Pussycats                                                             | международно разпространение, споделено с Metro-Goldwyn-Mayer; копродукция с Universal Pictures, Riverdale Productions и Marc Platt Productions |
| 20 април 2001 г.     | Прецаканият Фреди                                      | Freddy Got Fingered                                                                 | единствено разпространение; продуциран от Regency Enterprises и New Regency Productions |
| 1 юни 2001 г.        | Мулен Руж                                              | Moulin Rouge!                                                                       | номинация за „Оскар“ за най-добър филм Награда „Златен глобус“ за най-добър филм – мюзикъл или комедия копродукция с Bazmark Films и Angel Studios |
| 22 юни 2001 г.       | Доктор Дулитъл 2                                       | Dr. Dolittle 2                                                                      | копродукция с Davis Entertainment и Eddie Murphy Productions |
| 6 юли 2001 г.        | Целувката на дракона                                   | Kiss of the Dragon                                                                  | копродукция с StudioCanal и EuropaCorp |
| 27 юли 2001 г.       | Планетата на маймуните                                 | Planet of the Apes                                                                  | копродукция с The Zanuck Company |
| 21 септември 2001 г. | Всичко, което блести                                   | Glitter                                                                             | единствено разпространение в Северна Америка; Columbia Pictures поддържа международните и северноамерикански права за домашно видео; копродукция с Lawrence Mark Productions |
| 28 септември 2001 г. | Нито дума                                              | Don't Say a Word                                                                    | единствено разпространение; продуциран от Regency Enterprises, Village Roadshow Pictures, NPV Entertainment, Kopelson Entertainment, New Regency Productions, Further Films и Epsilon Motion Pictures (некредитиран)                                                               |
| 5 октомври 2001 г.   | Убиец на пътя                                          | Joy Ride                                                                            | единствено разпространение; продуциран от Regency Enterprises, New Regency Productions, Bad Robot Productions и LivePlanet |
| 19 октомври 2001 г.  | От ада                                                 | From Hell                                                                           | копродукция с Mace Neufeld Productions и Skylark Productions |
| 9 ноември 2001 г.    | Свалячът Хал                                           | Shallow Hal                                                                         | копродукция с Conundrum Entertainment |
| 21 ноември 2001 г.   | Черният рицар                                          | Black Knight                                                                        | копродукция с Regency Enterprises, Runteldat Entertainment и The Firm, Inc. |
| 30 ноември 2001 г.   | В тила на врага                                        | Behind Enemy Lines                                                                  | копродукция с Davis Entertainment |
| 21 декември 2001 г.  | Невероятният Джо                                       | Joe Somebody                                                                        | като Fox 2000 Pictures; копродукция с Regency Enterprises, Kopelson Entertainment, Epsilon Motion Pictures и Atchity Entertainment International |
| 25 януари 2002 г.    | Кунг Пу: Юмрукът на яростта                            | Kung Pow: Enter the Fist                                                            | копродукция с O Entertainment |
| 15 март 2002 г.      | Ледена епоха                                           | Ice Age                                                                             | номинация „Оскар“ за най-добър пълнометражен анимационен филм копродукция с Blue Sky Studios |
| 5 април 2002 г.      | Тежки престъпления                                     | High Crimes                                                                         | копродукция с Regency Enterprises, New Regency Productions и Monarch Pictures |
| 26 април 2002 г.     | Живот или нещо подобно                                 | Life or Something Like It                                                           | единствено разпространение; продуциран от Regency Enterprises и New Regency Productions; копродукция с Davis Entertainment |
| 10 май 2002 г.       | Изневяра                                               | Unfaithful                                                                          | като Fox 2000 Pictures; копродукция с Regency Enterprises |
| 16 май 2002 г.       | Междузвездни войни: Епизод II - Клонираните атакуват   | Star Wars: Episode II – Attack of the Clones                                        | единствено разпространение; продуциран от Lucasfilm |
| 21 юни 2002 г.       | Специален доклад                                       | Minority Report                                                                     | копродукция с DreamWorks Pictures, Amblin Entertainment и Cruise/Wagner Productions; театрален и международен разпространител за домашно видео |
| 28 юни 2002 г.       | Първите 20 милиона                                     | The First $20 Million Is Always the Hardest                                         | като Fox 2000 Pictures |
| 3 юли 2002 г.        | Като Майк                                              | Like Mike                                                                           | копродукция с NBA Entertainment, Josephson Entertainment и Heller Highwater |
| 12 юли 2002 г.       | Път към отмъщение                                      | Road to Perdition                                                                   | копродукция с DreamWorks Pictures; международен разпространител |
| 4 август 2002 г.     | Обичам те, скъпа                                       | I Love You Baby                                                                     | копродукция с Strand Releasing |
| 6 септември 2002 г.  | Зловеща страст                                         | Swimfan                                                                             | единствено разпространение в САЩ и по света, копродукция с „Айкън Пръдъкшънс“, GreeneStreet Films и Cobalt Media Group, английско, австралийско и испанско разпространение от Icon International Productions                                                                       |
| 11 октомври 2002 г.  | Транспортер                                            | The Transporter                                                                     | копродукция с EuropaCorp, TF1 Films Production, Current Entertainment и Canal+ |
| 27 ноември 2002 г.   | Соларис                                                | Solaris                                                                             | копродукция с Lightstorm Entertainment |
| 13 декември 2002 г.  | Барабанистът                                           | Drumline                                                                            | като Fox 2000 Pictures |
| 10 януари 2003 г.    | Бракувани                                              | Just Married                                                                        | копродукция с Mediastream IV и Robert Simonds Productions |
| 14 февруари 2003 г.  | Дявол на доброто                                       | Daredevil                                                                           | копродукция с Regency Enterprises, Marvel Entertainment, New Regency Productions, Mace Neufeld Productions и Horseshoe Bay Productions |
| 4 април 2003 г.      | Телефонна клопка                                       | Phone Booth                                                                         | като Fox 2000 Pictures; копродукция с Zucker/Netter Productions |
| 16 април 2003 г.     | Хванете Папи                                           | Chasing Papi                                                                        | като Fox 2000 Pictures; копродукция с Robert Sounds Productions и Spirit Dance Entertainment |
| 2 май 2003 г.        | Х-Мен 2                                                | X2                                                                                  | копродукция с Marvel Entertainment, Bad Hat Harry Productions и The Donners' Company |
| 16 май 2003 г.       | Долу любовта                                           | Down with Love                                                                      | като Fox 2000 Pictures; копродукция с Regency Enterprises и The Jinks/Cohen Company |
| 30 май 2003 г.       | Погрешен завой                                         | Wrong Turn                                                                          | единствено разпространение в САЩ с Regency Enterprises; продуциран от Summit Entertainment и Constantin Film |
| 20 юни 2003 г.       | От Джъстин до Кели                                     | From Justin to Kelly                                                                | копродукция с 19 Entertainment |
| 11 юли 2003 г.       | Лигата на необикновените                               | The League of Extraordinary Gentlemen                                               | копродукция с Original Film, Angry Films, Skylark Productions, International Production Company и JD Productions |
| 5 септември 2003 г.  | Господарят на греха                                    | The Order                                                                           | копродукция с Skylark Productions |
| 12 септември 2003 г. | Проклятието на обсебения                               | Hangman's Curse                                                                     | международно разпространение; копродукция с Total Living Network, Namesake Entertainment и North by Northwest Productions |
| 17 октомври 2003 г.  | Присъда за продан                                      | Runaway Jury                                                                        | единствено разпространение; продуциран от Regency Enterprises, New Regency Productions, Original Film, Skylark Productions и Dark Horse Entertainment |
| 14 ноември 2003 г.   | Господар и командир: Далечният край на света           | Master and Commander: The Far Side of the World                                     | номинация за „Оскар“ за най-добър филм номинация за „Златен глобус“ за най-добър филм – драма Разпространител за кино и домашно видео; копродукция с Universal Pictures, Samuel Goldwyn Films и Miramax Films                                                                      |
| 12 декември 2003 г.  | Лепнат за теб                                          | Stuck on You                                                                        | копродукция с Conundrum Entertainment |
| 25 декември 2003 г.  | Деца на килограм                                       | Cheaper by the Dozen                                                                | копродукция с Robert Simonds Productions |
| 6 февруари 2004 г.   | Хванете хлапето                                        | Catch that Kid                                                                      | като Fox 2000 Pictures; копродукция с Mediastream IV и Mad Chance Productions |
| 23 февруари 2004 г.  | Добре дошли в Музпорт                                  | Welcome to Mooseport                                                                | копродукция с Mediastream IV |
| 25 февруари 2004 г.  | Страстите Христови                                     | The Passion of the Christ                                                           | разпространител за домашно видео; като Newmarket Films; копродукция с „Айкън Пръдъкшънс“ |
| 9 април 2004 г.      | Съседка за секс                                        | The Girl Next Door                                                                  | единствено разпространение; продуциран от Regency Enterprises, New Regency Productions, Daybreak и Epsilon Motion Pictures; да не се бърка със „Съседката“ от 1953 г., който е пуснат в същото студио.                                                                             |
| 23 април 2004 г.     | Мъж под прицел                                         | Man on Fire                                                                         | като Fox 2000 Pictures; копродукция с Regency Enterprises, New Regency Productions и Scott Free Productions |
| 28 май 2004 г.       | След утрешния ден                                      | The Day After Tomorrow                                                              | копродукция с Lions Gate Films, Centropolis Entertainment и The Mark Gordon Company |
| 11 юни 2004 г.       | Гарфилд                                                | Garfield: The Movie                                                                 | копродукция с Davis Entertainment и Paws, Inc. |
| 18 юни 2004 г.       | Големи топки                                           | DodgeBall: A True Underdog Story                                                    | копродукция с Red Hour Productions |
| 16 юли 2004 г.       | Аз, роботът                                            | I, Robot                                                                            | копродукция с Mediastream IV, Davis Entertainment, Lawrence Mark Productions и Overbrook Entertainment |
| 13 август 2004 г.    | Пришълецът срещу Хищникът                              | Alien vs. Predator                                                                  | копродукция с Davis Entertainment и Brandywine Productions |
| 3 септември 2004 г.  | Папараци                                               | Paparazzi                                                                           | разпространител в САЩ и Испания; копродукция с „Айкън Пръдъкшънс“ |
| 24 септември 2004 г. | Дъщерята на президента                                 | First Daughter                                                                      | единствено разпространение; продуциран от Regency Enterprises и New Regency Productions; копродукция с Davis Entertainment |
| 6 октомври 2004 г.   | Такси в Ню Йорк                                        | Taxi                                                                                | копродукция с EuropaCorp и Robert Simonds Productions |
| 17 декември 2004 г.  | Полетът на феникса                                     | Flight of the Phoenix                                                               | копродукция с Davis Entertainment |
| 25 декември 2004 г.  | Дебелият Албърт                                        | Fat Albert                                                                          | копродукция с Davis Entertainment и SAH Enterprises |
| 14 януари 2005 г.    | Електра                                                | Elektra                                                                             | копродукция с Regency Enterprises, New Regency Productions, Marvel Enterprises, Mace Neufeld Productions, Horseshoe Bay Productions и Epsilon Motion Pictures |
| 28 януари 2005 г.    | Криеница                                               | Hide and Seek                                                                       | като Fox 2000 Pictures; копродукция с Regency Enterprises, Tribeca Productions и Josephson Entertainment |
| 18 февруари 2005 г.  | Заради Уин-Дикси                                       | Because of Winn-Dixie                                                               | копродукция с Walden Media |
| 11 март 2005 г.      | Роботи                                                 | Robots                                                                              | като 20th Century Fox Animation; копродукция с Blue Sky Studios |
| 25 март 2005 г.      | Познай кой                                             | Guess Who                                                                           | единствено международно разпространение; продуциран от Columbia Pictures, Regency Enterprises, 3 Arts Entertainment, Tall Trees Productions и Katalyst Media |
| 8 април 2005 г.      | Момиче за един сезон                                   | Fever Pitch                                                                         | като Fox 2000 Pictures; копродукция с Conundrum Entertainment и Flower Films; римейк на „Футболна треска“ през 1997 г. |
| 6 май 2005 г.        | Небесно царство                                        | Kingdom of Heaven                                                                   | копродукция с Scott Free Productions, Inside Track и Studio Babelsberg Motion Pictures GmbH |
| 19 май 2005 г.       | Междузвездни войни: Епизод III – Отмъщението на ситите | Star Wars: Episode III – Revenge of the Sith                                        | единствено разпространение; продуциран от Lucasfilm |
| 10 юни 2005 г.       | Мистър и мисис Смит                                    | Mr. & Mrs. Smith                                                                    | единствено разпространение в САЩ; продуциран от Regency Enterprises, New Regency Productions, Summit Entertainment, Original Film, Di Bonaventura Productions, Weed Road Pictures, Skylark Productions и Dark Horse Entertainment                                                  |
| 1 юли 2005 г.        | Реванш                                                 | Rebound                                                                             | копродукция с Robert Simonds Productions и Runteldat Entertainment |
| 8 юли 2005 г.        | Фантастичната четворка                                 | Fantastic Four                                                                      | копродукция с Constantin Film, Marvel Entertainment, 1492 Pictures и Bernd Eichinger Productions |
| 17 август 2005 г.    | Суперкрос                                              | Supercross                                                                          | разпространител в САЩ; копродукция с Tag Entertainment и Clear Channel Entertainment, международно разпространение от Alliance Atlantis |
| 2 септември 2005 г.  | Транспортер 2                                          | Transporter 2                                                                       | копродукция с EuropaCorp |
| 30 септември 2005 г. | Поздрав от Манхатън                                    | Little Manhattan                                                                    | единствено разпространение; продуциран от Regency Enterprises, New Regency Productions и Pariah Films |
| 7 октомври 2005 г.   | Нищо общо                                              | In Her Shoes                                                                        | като Fox 2000 Pictures; копродукция с Scott Free Productions и Deuce Three Productions |
| 21 октомври 2005 г.  | Остани                                                 | Stay                                                                                | единствено разпространение; продуциран от Regency Enterprises, New Regency Productions, Di Bonaventura Productions и Skylark Productions |
| 18 ноември 2005 г.   | Да преминеш границата                                  | Walk the Line                                                                       | Награда „Златен глобус“ за най-добър филм – мюзикъл или комедия като Fox 2000 Pictures; копродукция с Konrad Pictures, Tree Line Films и Catfish Productions |
| 23 ноември 2005 г.   | Диджеят                                                | In the Mix                                                                          | копродукция с Lions Gate Films; международен разпространител |
| 16 декември 2005 г.  | Камъкът на раздора                                     | The Family Stone                                                                    | като Fox 2000 Pictures |
| 21 декември 2005 г.  | Деца на килограм 2                                     | Cheaper by the Dozen 2                                                              | копродукция с 21 Laps Entertainment и Dozen Canada Productions |
| 5 януари 2006 г.     | Кралят на крадците                                     | The Thief Lord                                                                      | единствено разпространение в САЩ, копродукция с Thema Production, Comet Film Produktion GmbH, Delux Productions, Future Films; Warner Bros. Pictures поддържа международните територии                                                                                             |
| 6 януари 2006 г.     | Момчето на баба                                        | Grandma's Boy                                                                       | копродукция с Happy Madison Productions, Summit Entertainment и Level 1 Entertainment |
| 13 януари 2006 г.    | Тристан и Изолда                                       | Tristan & Isolde                                                                    | копродукция с Scott Free Productions и Franchise Pictures |
| 27 януари 2006 г.    | Агент XXL 2                                            | Big Momma's House 2                                                                 | копродукция с Regency Enterprises, Runteldat Entertainment и Deep River Productions |
| 17 февруари 2006 г.  | Романтичен филм                                        | Date Movie                                                                          | единствено разпространение; продуциран от Regency Enterprises, New Regency Productions и Wayans Bros. Entertainment |
| 3 март 2006 г.       | Аквамарин                                              | Aquamarine                                                                          | като Fox 2000 Pictures; копродукция с Storefront Pictures |
| 31 март 2006 г.      | Ледена епоха 2: Разтопяването                          | Ice Age: The Meltdown                                                               | като 20th Century Fox Animation; копродукция с Blue Sky Studios |
| 21 април 2006 г.     | Стражът                                                | The Sentinel                                                                        | копродукция с Regency Enterprises, Mace Neufeld Productions, Di Bonaventura Productions и Skylark Productions |
| 12 май 2006 г.       | Лош късмет                                             | Just My Luck                                                                        | единствено разпространение, продуциран от Regency Enterprises, New Regency Productions, Cheyenne Enterprises и Silvercup Studios |
| 26 май 2006 г.       | Х-Мен: Последният сблъсък                              | X-Men: The Last Stand                                                               | копродукция с Marvel Entertainment, Dune Entertainment, Ingenious Film Partners и The Donners' Company |
| 6 юни 2006 г.        | Поличбата 666                                          | The Omen                                                                            | копродукция с Mace Neufeld Productions, Di Bonaventura Productions и Skylark Productions |
| 16 юни 2006 г.       | Гарфилд 2                                              | Garfield: A Tail of Two Kitties                                                     | копродукция с Dune Entertainment, Ingenious Film Partners, Paws, Inc., Major Studio Partners и Davis Entertainment |
| 30 юни 2006 г.       | Дяволът носи Прада                                     | The Devil Wears Prada                                                               | номинация „Златен глобус“ за най-добър филм – мюзикъл или комедия като Fox 2000 Pictures; копродукция с Wendy Finerman Productions и Dune Entertainment |
| 21 юли 2006 г.       | Моята супер бивша                                      | My Super Ex-Girlfriend                                                              | единствено разпространение; продуциран от Regency Enterprises, New Regency Productions и Pariah Films; правата сега са собственост на Lionsgate Entertainment |
| 28 юли 2006 г.       | Джон Тъкър трябва да умре                              | John Tucker Must Die                                                                | копродукция с Landscape Productions, Dune Entertainment, Major Studio Partners и John US Productions |
| 1 септември 2006 г.  | Идиокрация                                             | Idiocracy                                                                           | копродукция с Judgemental Films |
| 15 септември 2006 г. | Победител                                              | Everyone's Hero                                                                     | единствено разпространение; копродукция с IDT Entertainment, Arc Productions и Dan Krech Productions |
| 22 септември 2006 г. | Бандитки                                               | Bandidas                                                                            | копродукция с EuropaCorp и Canal+ |
| 13 октомври 2006 г.  | Пехотинецът                                            | The Marine                                                                          | копродукция с WWE Studios, Dune Entertainment и Skylark Productions |
| 20 октомври 2006 г.  | Флика                                                  | Flicka                                                                              | като Fox 2000 Pictures; копродукция с Dune Entertainment |
| 3 ноември 2006 г.    | Борат                                                  | Borat: Cultural Learnings of America for Make Benefit Glorious Nation of Kazakhstan | номинация „Златен глобус“ за най-добър филм – мюзикъл или комедия копродукция с Dune Entertainment и Four by Two Films |
| 10 ноември 2006 г.   | Добра година                                           | A Good Year                                                                         | като Fox 2000 Pictures; копродукция с Scott Free Productions и Dune Entertainment |
| 22 ноември 2006 г.   | Космическа Коледа                                      | Deck the Halls                                                                      | единствено разпространение; продуциран от Regency Enterprises и New Regency Productions; копродукция с 1492 Pictures |
| 22 ноември 2006 г.   | Изворът на живота                                      | The Fountain                                                                        | единствено международно разпространение (включително Франция, Германия, Швейцария и Австрия); продуциран от Warner Bros. Pictures, Regency Enterprises и Protozoa Pictures |
| 15 декември 2006 г.  | Ерагон                                                 | Eragon                                                                              | копродукция с Dune Entertainment, Di Bonaventura Pictures и Davis Entertainment |
| 22 декември 2006 г.  | Нощ в музея                                            | Night at the Museum                                                                 | копродукция с 21 Laps Entertainment, 1492 Pictures, Dune Entertainment и Ingenious Film Partners |
| 26 януари 2007 г.    | Епичен филм                                            | Epic Movie                                                                          | пуснат като Regency Enterprises; копродукция с New Regency Productions |
| 23 февруари 2007 г.  | Рино 911: Маями                                        | Reno 911!: Miami                                                                    | единствено разпространение в Северна Америка; копродуциран от Comedy Central Films, Double Feature Films и Jersey Films; Paramount Pictures поддържа международните територии |
| 23 март 2007 г.      | Очите на скалите 2                                     | The Hills Have Eyes 2                                                               | пуснат от Fox Atomic; копродуциран от Dune Entertainment, Midnite Entertainment |
| 6 април 2007 г.      | Пожарникарско куче                                     | Firehouse Dog                                                                       | единствено разпространение; продуциран от Regency Enterprises и New Regency Productions |
| 13 април 2007 г.     | Предводителят                                          | Pathfinder                                                                          | копродукция с Dune Entertainment и Phoenix Pictures |
| 11 май 2007 г.       | 28 седмици по-късно                                    | 28 Weeks Later                                                                      | пуснат от Fox Atomic; копродукция с DNA Films |
| 15 юни 2007 г.       | Фантастичната четворка и Сребърния сърфист             | Fantastic Four: Rise of the Silver Surfer                                           | копродукция с Constantin Film, Marvel Entertainment, 1492 Pictures, Bernd Eichinger Productions и Dune Entertainment |
| 27 юни 2007 г.       | Умирай трудно 4                                        | Live Free or Die Hard                                                               | копродукция с Cheyenne Enterprises, Dune Entertainment и Ingenious Film Partners |
| 27 юли 2007 г.       | Семейство Симпсън: Филмът                              | The Simpsons Movie                                                                  | като 20th Century Fox Animation; копродукция с Gracie Films и Matt Groening Productions |
| 31 август 2007 г.    | Смъртна присъда                                        | Death Sentence                                                                      | копродукция с Hyde Park Entertainment и Baldwin Entertainment Group; пуснат от Fox Atomic |
| 5 октомври 2007 г.   | Търсачът: Началото на мрака                            | The Seeker: The Dark is Rising                                                      | копродукция с Walden Media и Dune Entertainment |
| 19 октомври 2007 г.  | Отмъстителите                                          | The Comebacks                                                                       | разпространение от Fox Atomic; продукция от Tapestry Films |
| 16 ноември 2007 г.   | Вълшебният Магориум                                    | Mr. Magorium's Wonder Emporium                                                      | разпространител в САЩ; копродукция с Mandate Pictures и Walden Media |
| 21 ноември 2007 г.   | Хитман                                                 | Hitman                                                                              | разпространител в САЩ; копродукция с EuropaCorp |
| 14 декември 2007 г.  | Алвин и чипоносковците                                 | Alvin and the Chipmunks                                                             | като Fox 2000 Pictures; копродукция с Regency Enterprises, Bagdasarian Productions и Dune Entertainment |
| 21 декември 2007 г.  | Ирония на съдбата 2                                    | The Irony of Fate 2                                                                 | Руски филм; копродукция с Русия 1, Bazelevs Company и Мосфилм |
| 25 декември 2007 г.  | Пришълците срещу Хищника 2                             | Aliens vs. Predator: Requiem                                                        | копродукция с Davis Entertainment, Brandywine Productions и Dune Entertainment |
| 10 януари 2008 г.    | 27 сватби                                              | 27 Dresses                                                                          | като Fox 2000 Pictures; копродукция с Spyglass Entertainment и Dune Entertainment |
| 25 януари 2008 г.    | Запознай се със спартанците                            | Meet the Spartans                                                                   | единствено разпространение; продуциран от Regency Enterprises, New Regency Productions и Wayans Bros. Entertainment |
| 14 февруари 2008 г.  | Телепорт                                               | Jumper                                                                              | копродукция с Regency Enterprises, Dune Entertainment, Di Bonaventura Pictures, New Regency Productions, Skylark Productions и Epsilon Motion Pictures |
| 14 март 2008 г.      | Хортън                                                 | Dr. Seuss' Horton Hears a Who!                                                      | като 20th Century Fox Animation; копродукция с Blue Sky Studios |
| 21 март 2008 г.      | Призрачна бленда                                       | Shutter                                                                             | единствено разпространение; продуциран от Regency Enterprises, New Regency Productions, Vertigo Entertainment и Skylark Productions |
| 4 април 2008 г.      | Островът на Ним                                        | Nim's Island                                                                        | пуснат като Walden Media; копродукция с Summit Entertainment; разпространение в САЩ |
| 25 април 2008 г.     | Измама                                                 | Deception                                                                           | разпространение в САЩ, копродукция с Media Rights Capital и Skylark Productions; пуснат от Fox Atomic |
| 9 май 2008 г.        | Да си остане във Вегас                                 | What Happens in Vegas                                                               | копродукция с Regency Enterprises, 21 Laps Entertainment, Mosaic Media Group, Dune Entertainment и Penn Station Entertainment |
| 13 юни 2008 г.       | Явлението                                              | The Happening                                                                       | копродукция с Dune Entertainment, Spyglass Entertainment, Mace Neufeld Productions, Blinding Edge Pictures, Skylark Productions и UTV Motion Pictures |
| 11 юли 2008 г.       | Срещи с Дейв                                           | Meet Dave                                                                           | копродукция с Regency Enterprises, Friendly Films, Dune Entertainment, Guy Walks Into a Bar Productions, Eddie Murphy Productions и Deep River Productions |
| 18 юли 2008 г.       | Космически шимпанзета                                  | Space Chimps                                                                        | копродукция с Vanguard Animation, Odyssey Entertainment, Arc Productions и Studiopolis |
| 25 юли 2008 г.       | Досиетата Х: Искам да повярвам                         | The X-Files: I Want to Believe                                                      | копродукция с Ten Thirteen Productions, Dune Entertainment и Crying Box Productions |
| 15 август 2008 г.    | Огледала                                               | Mirrors                                                                             | единствено разпространение; продуциран от Regency Enterprises, New Regency Productions, Original Film и Skylark Productions |
| 20 август 2008 г.    | Рокаджията                                             | The Rocker                                                                          | пуснат от Fox Atomic, копродукция с 21 Laps Entertainment и Dune Entertainment |
| 29 август 2008 г.    | Мисия Вавилон                                          | Babylon A.D.                                                                        | копродукция с One Race Films, StudioCanal, M6 Films, Canal+ и Dune Entertainment |
| 9 октомври 2008 г.   | Адмирал                                                | Admiral                                                                             | руски филм |
| 10 октомври 2008 г.  | Тайната на скрития град                                | City of Ember                                                                       | пуснат като Walden Media; копродукция с Original Film и Playtone |
| 17 октомври 2008 г.  | Макс Пейн                                              | Max Payne                                                                           | копродукция с Remedy Entertainment, Dune Entertainment, Firm Films и Foxtor Productions |
| 31 октомври 2008 г.  | Обсебването на Моли Хартли                             | The Haunting of Molly Hartley                                                       | копродукция с Freestyle Releasing |
| 26 ноември 2008 г.   | Австралия                                              | Australia                                                                           | копродукция с Bazmark Films и Dune Entertainment |
| 12 декември 2008 г.  | Денят, в който Земята спря                             | The Day the Earth Stood Still                                                       | копродукция с 3 Arts Entertainment и Dune Entertainment |
| 25 декември 2008 г.  | Марли и аз                                             | Marley & Me                                                                         | като Fox 2000 Pictures; копродукция с Regency Enterprises, Sunswept Entertainment и Dune Entertainment |
| 25 декември 2008 г.  | Операция „Валкирия“                                    | Valkyrie                                                                            | единствено международно разпространение (включително САЩ); копродукция с MGM Distribution Co., United Artists, Bad Hat Harry Productions, Cruise/Wagner Productions и Studio Babelsberg Motion Pictures                                                                            |
| 9 януари 2009 г.     | Булчински войни                                        | Bride Wars                                                                          | като Fox 2000 Pictures; копродукция с Regency Enterprises, New Regency Productions и Dune Entertainment |
| 30 януари 2009 г.    | Твърде лично                                           | Taken                                                                               | копродукция с EuropaCorp и Skylark Productions |
| 27 февруари 2009 г.  | Уличен боец: Легендата за Чун Ли                       | Street Fighter: The Legend of Chun-Li                                               | копродукция с Hyde Park Entertainment и Capcom |
| 27 март 2009 г.      | 12 рунда                                               | 12 Rounds                                                                           | пуснат от Fox Atomic; копродукция с WWE Studios и Dune Entertainment |
| 10 април 2009 г.     | Dragonball: Еволюция                                   | Dragonball Evolution                                                                | копродукция с Dune Entertainment, Di Bonaventura Pictures, Star Overseas, Ingenious Film Partners, Big Screen Productions и Skylark Productions |
| 1 май 2009 г.        | Х-Мен началото: Върколак                               | X-Men Origins: Wolverine                                                            | копродукция с Marvel Entertainment, The Donners' Company, Seed Productions, Ingenious Film Partners и Dune Entertainment |
| 22 май 2009 г.       | Нощ в музея 2                                          | Night at the Museum: Battle of the Smithsonian                                      | копродукция с 21 Laps Entertainment, Ingenious Film Partners, 1492 Pictures и Dune Entertainment |
| 26 юни 2009 г.       | Ледена епоха 3: Зората на динозаврите                  | Ice Age: Dawn of the Dinosaurs                                                      | като 20th Century Fox Animation; копродукция с Blue Sky Studios |
| 10 юли 2009 г.       | Обичам те, Бет Купър                                   | I Love You, Beth Cooper                                                             | пуснат от Fox Atomic, копродукция с 1492 Pictures, The Bridge Studios, Dune Entertainment и Ingenious Film Partners |
| 21 август 2009 г.    | След дипломирането                                     | Post Grad                                                                           | копродукция с Fox Searchlight Pictures, The Montecito Picture Company, Cold Spring Pictures и Dune Entertainment; пуснат от Fox Atomic |
| 4 септември 2009 г.  | Луда по Стийв                                          | All About Steve                                                                     | като Fox 2000 Pictures, копродукция с Fortis Films, Radar Pictures и Dune Entertainment |
| 18 септември 2009 г. | Страстите на Дженифър                                  | Jennifer's Body                                                                     | копродукция с Dune Entertainment; пуснат от Fox Atomic |
| 13 ноември 2009 г.   | Фантастичният господин Фокс                            | Fantastic Mr. Fox                                                                   | номинация „Оскар“ за най-добър пълнометражен анимационен филм разпространител в САЩ; копродукция с Regency Enterprises, Indian Paintbrush, Dune Entertainment и American Empirical Pictures; Fox Searchlight Pictures поддържа международните права                                |
| 18 декември 2009 г.  | Аватар                                                 | Avatar                                                                              | номинация за „Оскар“ за най-добър филм Награда „Златен глобус“ за най-добър филм – драма копродукция с Lightstorm Entertainment, Dune Entertainment и Ingenious Film Partners, първият филм да използва логото през 2009 година.                                                   |
| 23 декември 2009 г.  | Алвин и чипоносковците 2                               | Alvin and the Chipmunks: The Squeakquel                                             | като Fox 2000 Pictures; копродукция с Regency Enterprises, Bagdasarian Productions, Dune Entertainment и Tall Trees Productions |

## 2010-те години
| Премиера             | Заглавие                                                 | Оригинално заглавие                                      | Бележки |
| -------------------- | -------------------------------------------------------- | -------------------------------------------------------- | --- |
| 22 януари 2010 г.    | Феята на зъбките                                         | Tooth Fairy                                              | копродукция с Walden Media, Mayhem Pictures, Blumhouse Productions и Dune Entertainment; последният филм да използва логото през 1994 година |
| 12 февруари 2010 г.  | Пърси Джаксън и боговете на Олимп: Похитителят на мълнии | Percy Jackson & the Olympians: The Lightning Thief       | като Fox 2000 Pictures; копродукция с Di Bonaventura Pictures, 1492 Pictures, Sunswept Entertainment и Dune Entertainment |
| 12 февруари 2010 г.  | Моето име е Кхан                                         | My Name Is Khan                                          | единствено международно разпространение (включително Хонг Конг); копродукция с Fox Searchlight Pictures, Dune Entertainment и Image Nation Abu Dhabi |
| 19 март 2010 г.      | Дневникът на един дръндьо                                | Diary of a Wimpy Kid                                     | като Fox 2000 Pictures; копродукция с Dune Entertainment и Color Force |
| 9 април 2010 г.      | Луда нощ                                                 | Date Night                                               | копродукция с 21 Laps Entertainment и Dune Entertainment |
| 4 юни 2010 г.        | Мармадюк                                                 | Marmaduke                                                | копродукция с Regency Enterprises, Davis Entertainment and Dune Entertainment |
| 11 юни 2010 г.       | А отборът                                                | The A-Team                                               | копродукция с Dune Entertainment, Scott Free Productions, Cannell Studios или Top Cow Productions |
| 25 юни 2010 г.       | Истинска измама                                          | Knight and Day                                           | копродукция с Regency Enterprises и Dune Entertainment |
| 9 юли 2010 г.        | Хищници                                                  | Predators                                                | копродукция с Dune Entertainment, Troublemaker Studios и Davis Entertainment |
| 23 юли 2010 г.       | Рамона и Бийзъс                                          | Ramona and Beezus                                        | като Fox 2000 Pictures; копродукция с Walden Media, Dune Entertainment и Di Novi Pictures |
| 20 август 2010 г.    | Вампирите не струват                                     | Vampires Suck                                            | единствено разпространение; продуциран от Regency Enterprises и New Regency Productions |
| 3 септември 2010 г.  | Мачете                                                   | Machete                                                  | разпространител в САЩ; копродукция с Dune Entertainment, Hyde Park Entertainment и Troublemaker Studios; Dimension Films поддържа международните права |
| 24 септември 2010 г. | Уолстрийт: Парите никога не спят                         | Wall Street: Money Never Sleeps                          | копродукция с Dune Entertainment и Edward Pressman Productions |
| 26 ноември 2010 г.   | Любовта е опиат                                          | Love & Other Drugs                                       | като Fox 2000 Pictures; копродукция с Regency Enterprises, New Regency Productions, Stuber Pictures, Bedford Falls Productions и Dune Entertainment |
| 10 декември 2010 г.  | Хрониките на Нарния: Плаването на „Разсъмване“           | The Chronicles of Narnia: The Voyage of the Dawn Treader | като Fox 2000 Pictures; копродукция с Walden Media и Dune Entertainment |
| 25 декември 2010 г.  | Пътешествията на Гъливер                                 | Gulliver's Travels                                       | копродукция с Dune Entertainment и Davis Entertainment |
| 18 февруари 2011 г.  | Агент XXL 3: Еволюция                                    | Big Mommas: Like Father Like Son                         | единствено разпространение, продуциран от Regency Enterprises, New Regency Productions, Runteldat Entertainment, The Collective и Friendly Films |
| 25 март 2011 г.      | Дневникът на един дръндьо 2: Правилата на Родрик         | Diary of a Wimpy Kid: Rodrick Rules                      | като Fox 2000 Pictures; копродуциран от Dune Entertainment и Color Force |
| 15 април 2011 г.     | Рио                                                      | Rio                                                      | като 20th Century Fox Animation; копродукция с Blue Sky Studios |
| 22 април 2011 г.     | Вода за слонове                                          | Water for Elephants                                      | като Fox 2000 Pictures; копродукция с 3 Arts Entertainment, Flashpoint Entertainment, Dune Entertainment, Ingenious Media и Big Screen Productions |
| 1 юни 2011 г.        | Марли и аз: Началото                                     | Marley & Me: The Puppy Years                             | копродукция с Regency Enterprises |
| 3 юни 2011 г.        | Х-Мен: Първа вълна                                       | X-Men: First Class                                       | копродукция с Dune Entertainment, Marvel Entertainment, Bad Hat Harry Productions, The Donners' Company и Ingenious Film Partners |
| 17 юни 2011 г.       | Пингвините на Мистър Попър                               | Mr. Popper's Penguins                                    | копродукция с Dune Entertainment и Davis Entertainment |
| 1 юли 2011 г.        | Монте Карло                                              | Monte Carlo                                              | като Fox 2000 Pictures; копродукция с Regency Enterprises, Dune Entertainment и Di Novi Pictures |
| 5 август 2011 г.     | Възходът на планетата на маймуните                       | Rise of the Planet of the Apes                           | копродукция с Chernin Entertainment, Dune Entertainment, Big Screen Productions, Ingenious Media и Ingenious Film Partners |
| 12 август 2011 г.    | Клуб Веселие: 3D концертният филм                        | Glee: The 3D Concert Movie                               | копродукция с Dune Entertainment и Ryan Murphy Productions |
| 30 септември 2011 г. | Точната бройка                                           | What's Your Number?                                      | единствено разпространение; продуциран от Regency Enterprises, New Regency Productions и Contrafilm |
| 14 октомври 2011 г.  | Силна година                                             | The Big Year                                             | като Fox 2000 Pictures; копродукция с Red Hour Productions, Dune Entertainment, Deuce Three Productions и Sunswept Entertainment |
| 28 октомври 2011 г.  | Дилъри на време                                          | In Time                                                  | единствено разпространение; продуциран от Regency Enterprises, New Regency Productions и Strike Entertainment |
| 9 декември 2011 г.   | Бавачката                                                | The Sitter                                               | копродукция с Michael De Luca Productions, Rough House Productions и Dune Entertainment |
| 16 декември 2011 г.  | Алвин и чипоносковците 3: Чипо-Крушение                  | Alvin and the Chipmunks: Chipwrecked                     | като Fox 2000 Pictures; копродукция с Regency Enterprises, Bagdasarian Productions и Dune Entertainment |
| 23 декември 2011 г.  | Купихме си зоопарк                                       | We Bought a Zoo                                          | копродукция с LBI Entertainment, Vinyl Films и Dune Entertainment |
| 25 декември 2011 г.  | Най-мрачният час                                         | The Darkest Hour                                         | единствено международно разпространение; продуциран от Summit Entertainment, Regency Enterprises, New Regency Productions, Di Bonaventura Pictures, Skylark Productions и The Jacobson Company |
| 20 януари 2012 г.    | Червените опашки                                         | Red Tails                                                | единствено разпространение в САЩ; копродукция с Lucasfilm, FilmNation Entertainment и Alliance Films |
| 3 февруари 2012 г.   | Хроники                                                  | Chronicle                                                | копродукция с Dune Entertainment и Davis Entertainment |
| 17 февруари 2012 г.  | Шпионски свалки                                          | This Means War                                           | копродукция с Dune Entertainment, Regency Enterprises, Robert Simonds Company и Overbrook Entertainment |
| 13 април 2012 г.     | Тримата тъпаци                                           | The Three Stooges                                        | копродукция с Conundrum Entertainment и Dune Entertainment |
| 8 юни 2012 г.        | Прометей                                                 | Prometheus                                               | копродукция с Dune Entertainment и Scott Free Productions |
| 22 юни 2012 г.       | Ейбрахам Линкълн: Ловецът на вампири                     | Abraham Lincoln: Vampire Hunter                          | копродукция с Dune Entertainment и Skylark Productions |
| 13 юли 2012 г.       | Ледена епоха 4: Континентален дрейф                      | Ice Age: Continental Drift                               | като 20th Century Fox Animation; копродукция с Blue Sky Studios |
| 27 юли 2012 г.       | Съседска стража                                          | The Watch                                                | копродукция с 21 Laps Entertainment, TSG Entertainment, Big Screen Productions, Ingenious Film Partners и Ingenious Media |
| 3 август 2012 г.     | Дневникът на един дръндьо: Горещници                     | Diary of a Wimpy Kid: Dog Days                           | като Fox 2000 Pictures; копродукция с TSG Entertainment и Color Force |
| 28 септември 2012 г. | Нито крачка назад                                        | Won't Back Down                                          | пуснат от Walden Media; копродукция с Gran Via Productions; американски разпространител |
| 5 октомври 2012 г.   | Твърде лично 2                                           | Taken 2                                                  | копродукция с EuropaCorp, Skylark Productions и Canal+ |
| 26 октомври 2012 г.  | Господари на вълните                                     | Chasing Mavericks                                        | като Fox 2000 Pictures; копродукция с Walden Media и TSG Entertainment |
| 16 ноември 2012 г.   | Линкълн                                                  | Lincoln                                                  | Номинация „Оскар“ за най-добър филм Номинация „Златен глобус“ за най-добър филм – драма Международно разпространение; копродуциран от DreamWorks Pictures, Reliance Entertainment, TSG Entertainment, Amblin Entertainment, Participant Media и The Kennedy/Marshall Company; американски разпространяващи права са поддържани от Walt Disney Studios Motion Pictures чрез Touchstone Pictures |
| 23 ноември 2012 г.   | Животът на Пи                                            | Life of Pi                                               | Номинация „Оскар“ за най-добър филм Номинация „Златен глобус“ за най-добър филм – драма като Fox 2000 Pictures; копродукция с Dune Entertainment и Big Machine Studios |
| 25 декември 2012 г.  | Хаос вкъщи                                               | Parental Guidance                                        | копродукция с Walden Media, Chernin Entertainment и TSG Entertainment |
| 18 януари 2013 г.    | Покварен град                                            | Broken City                                              | единствено разпространение в САЩ; продуциран от Inferno Distribution, Regency Enterprises, New Regency Productions, Emmett/Furla Films, Black Bear Pictures, Closest to the Hole Productions, Leverage Communications и Envision Entertainment |
| 14 февруари 2013 г.  | Умирай трудно: Денят настъпи                             | A Good Day to Die Hard                                   | копродукция с TSG Entertainment и Giant Pictures |
| 18 март 2013 г.      | Чийч и Чонг: Анимационният филм                          | Cheech and Chong's Animated Movie                        | единствено международно разпространение; копродукция с Houston Curtis Pictures, Chamber Bros. Entertainment, Big Vision Entertainment и Ode Visuals |
| 22 март 2013 г.      | Круд                                                     | The Croods                                               | единствено разпространение; продуциран от DreamWorks Animation; първият филм на DreamWorks Animation да бъде разпространен от студиото |
| 27 март 2013 г.      | Транс                                                    | Trance                                                   | английско разпространение, споделен с Pathé; копродукция с Film4 Productions, Ingenious Media, Cloud Eight Films, TSG Entertainment, Decibel Films и Indian Paintbrush; Fox Searchlight Pictures поддържа разпространяващите права в САЩ |
| 24 май 2013 г.       | Тайната на горските пазители                             | Epic                                                     | като 20th Century Fox Animation; копродукция с Blue Sky Studios |
| 7 юни 2013 г.        | Стажанти                                                 | The Internship                                           | копродукция с Regency Enterprises, Wild West Picture Show, 21 Laps Entertainment и TSG Entertainment |
| 7 юни 2013 г.        | Турбо                                                    | Turbo                                                    | единствено разпространение; продуциран от DreamWorks Animation |
| 28 юни 2013 г.       | Нежна полиция                                            | The Heat                                                 | копродукция с TSG Entertainment и Dune Entertainment |
| 26 юли 2013 г.       | Върколакът                                               | The Wolverine                                            | копродукция с TSG Entertainment, Bad Hat Harry Productions, Marvel Entertainment, Seed Productions и The Donners' Company |
| 7 август 2013 г.     | Пърси Джаксън и Боговете на Олимп: Морето на чудовищата  | Percy Jackson: Sea of Monsters                           | като Fox 2000 Pictures; копродукция с Di Bonaventura Pictures, 1492 Pictures, Sunswept Entertainment и TSG Entertainment |
| 23 август 2013 г.    | Инцидента при прохода Дятлов                             | Devil's Pass                                             | копродукция с IFC Films, Aldamisa Entertainment, A.R. Films, Non-Stop Production, Midnight Sun Pictures и K. Jam Media |
| 4 октомври 2013 г.   | Надцакването                                             | Runner Runner                                            | единствено разпространение; продуциран от Regency Enterprises, New Regency Productions, Original Film, Appian Way Productions и Double Feature Films |
| 11 октомври 2013 г.  | Мачете убива                                             | Machete Kills                                            | разпространител в САЩ; копродукция с Universal Pictures, Quick Draw Productions и Troublemaker Studios; Open Road Films поддържа международните права |
| 25 октомври 2013 г.  | Съветникът                                               | The Counselor                                            | като Fox 2000 Pictures; копродукция с TSG Entertainment, Scott Free Productions, Nick Wechsler Productions и Chockstone Pictures |
| 1 ноември 2013 г.    | Филомена                                                 | Philomena                                                | английско разпространение, споделено с Pathé; копродукция с BBC Films, BFI, Canal+, Ciné+, Magnolia Mae Films, Yucaipa Films и Baby Cow Productions |
| 8 ноември 2013 г.    | Крадецът на книги                                        | The Book Thief                                           | като Fox 2000 Pictures; копродукция с TSG Entertainment, Sunswept Entertainment и Studio Babelsberg |
| 20 декември 2013 г.  | В света на динозаврите                                   | Walking with Dinosaurs                                   | разпространител в САЩ; копродукция с Reliance Entertainment, IM Global и Evergreen Films |
| 27 декември 2013 г.  | Тайният живот на Уолтър Мити                             | The Secret Life of Walter Mitty                          | копродукция с TSG Entertainment, New Line Cinema, Red Hour Productions, Samuel Goldwyn Films и Blind Wink Productions |
| 3 януари 2014 г.     | Мандела: Дългият път към свободата                       | Mandela: Long Walk to Freedom                            | английско разпространение, споделено с Pathé; копродукция с Videovision Entertainment, Distant Horizon и Origin Pictures |
| 17 януари 2014 г.    | Дяволски дълг                                            | Devil's Due                                              | копродукция с TSG Entertainment и Davis Entertainment |
| 7 февруари 2014 г.   | Пазители на наследството                                 | The Monuments Men                                        | международно разпространение; като Fox 2000 Pictures; копродукция с Columbia Pictures, TSG Entertainment, LSC Corporation, Babelsberg Studios и Smokehouse Pictures |
| 28 февруари 2014 г.  | Синът Божи                                               | Son of God                                               | копродукция с Lightworkers Media и TSG Entertainment |
| 7 март 2014 г.       | Мистър Пибоди и Шърман                                   | Mr. Peabody & Sherman                                    | единствено разпространение; продуциран от DreamWorks Animation, Pacific Data Images и Bullwinkle Studios |
| 11 април 2014 г.     | Рио 2                                                    | Rio 2                                                    | като 20th Century Fox Animation; копродукция с Blue Sky Studios |
| 25 април 2014 г.     | Отмъщение по женски                                      | The Other Woman                                          | копродукция с TSG Entertainment |
| 23 май 2014 г.       | Х-Мен: Дни на отминалото бъдеще                          | X-Men: Days of Future Past                               | копродукция с TSG Entertainment, Marvel Entertainment, Bad Hat Harry Productions, The Donners' Company, Ingenious Media и Big Screen Productions |
| 6 юни 2014 г.        | Вината в нашите звезди                                   | The Fault in Our Stars                                   | като Fox 2000 Pictures; копродукция с Temple Hill Entertainment и TSG Entertainment |
| 13 юни 2014 г.       | Как да си дресираш дракон 2                              | How to Train Your Dragon 2                               | единствено разпространение; продуциран от DreamWorks Animation |
| 11 юли 2014 г.       | Зората на планетата на маймуните                         | Dawn of the Planet of the Apes                           | копродукция с TSG Entertainment, Chernin Entertainment, Ingenious Media, Big Screen Productions и Ingenious Film Partners |
| 15 август 2014 г.    | Нека сме ченгета                                         | Let's Be Cops                                            | копродукция с TSG Entertainment и Kinberg Genre |
| 12 септември 2014 г. | Гордост                                                  | Pride                                                    | английско разпространение, споделено с Pathé Distribution; копродукция с BBC Films, Calamity Films, British Film Institute, Canal+, Ciné+ и Ingenious Media |
| 19 септември 2014 г. | Лабиринтът: Невъзможно бягство                           | The Maze Runner                                          | като Fox 2000 Pictures; копродукция с TSG Entertainment, Mace Neufeld Productions, Gotham Group и Temple Hill Entertainment |
| 3 октомври 2014 г.   | Не казвай сбогом                                         | Gone Girl                                                | копродукция с Regency Enterprises и TSG Entertainment |
| 17 октомври 2014 г.  | Книгата на живота                                        | The Book of Life                                         | като 20th Century Fox Animation; копродукция с Reel FX Creative Studios |
| 7 ноември 2014 г.    | Пингвините от Мадагаскар                                 | Penguins of Madagascar                                   | единствено разпространение; продуциран от DreamWorks Animation и Pacific Data Images |
| 5 декември 2014 г.   | Пирамидата                                               | The Pyramid                                              | великобритански филм; копродукция с Silvatar Media и Fox International Productions |
| 12 декември 2014 г.  | Изход: Богове и царе                                     | Exodus: Gods and Kings                                   | копродукция с TSG Entertainment, Scott Free Productions, Chernin Entertainment и Babieka and Volcano Films |
| 19 декември 2014 г.  | Нощ в музея 3: Тайната на гробницата                     | Night at the Museum: Secret of the Tomb                  | копродукция с TSG Entertainment, 21 Laps Entertainment и 1492 Pictures |
| 9 януари 2015 г.     | Твърде лично 3                                           | Taken 3                                                  | копродукция с EuropaCorp, Skylark Productions, M6 Films, Ciné+ и Canal+ |
| 6 февруари 2015 г.   | Селма                                                    | Selma                                                    | английско разпространение, споделено с Pathé Distribution; копродукция с Harpo Films, Ingenious Media, Cloud Eight Films, Plan B Entertainment и Redgill Selma Productions; американското разпространение се поддържа от Paramount Pictures |
| 13 февруари 2015 г.  | Kingsman: Тайните служби                                 | Kingsman: The Secret Service                             | копродукция с TSG Entertainment, Marv Films, Cloudy Productions и Shangri-La Entertainment |
| 6 март 2015 г.       | Кофти сделка                                             | Unfinished Business                                      | единствено разпространение; продуциран от Regency Enterprises, New Regency Productions, Escape Artists и Pariah Films |
| 27 март 2015 г.      | У дома                                                   | Home                                                     | единствено разпространение; продуциран от DreamWorks Animation |
| 2 април 2015 г.      | Битката при Севастопол                                   | Battle for Sevastopol                                    | Руски филм |
| 10 април 2015 г.     | Най-дългото пътуване                                     | The Longest Ride                                         | като Fox 2000 Pictures; копродукция с TSG Entertainment и Temple Hill Entertainment |
| 22 май 2015 г.       | Полтъргайст                                              | Poltergeist                                              | като Fox 2000 Pictures; копродукция с Metro-Goldwyn-Mayer Pictures, Ghost House Pictures, Vertigo Entertainment и TSG Entertainment |
| 29 май 2015 г.       | Алоха                                                    | Aloha                                                    | единствено международно разпространение; копродукция с Columbia Pictures, Regency Enterprises, LStar Capital, Vinyl Films, TSG Entertainment и Scott Rudin Productions |
| 5 юни 2015 г.        | Шпиони                                                   | Spy                                                      | копродукция с TSG Entertainment и Chernin Entertainment |
| 24 юли 2015 г.       | Хартиени градове                                         | Paper Towns                                              | копродукция с Temple Hill Entertainment и TSG Entertainment |
| 7 август 2015 г.     | Фантастичната четворка                                   | Fantastic Four                                           | копродукция с Constantin Film, Marvel Entertainment, TSG Entertainment, Marv Films и Kinberg Genre; рестарт на едноименния филм от 2005 г. |
| 21 август 2015 г.    | Хитмен: Агент 47                                         | Hitman: Agent 47                                         | копродукция с Giant Pictures, Daybreak Films и TSG Entertainment |
| 18 септември 2015 г. | Лабиринтът: В обгорените земи                            | Maze Runner: The Scorch Trials                           | копродукция с Mace Neufeld Productions, Gotham Group, Temple Hill Entertainment и TSG Entertainment |
| 2 октомври 2015 г.   | Марсианецът                                              | The Martian                                              | номинация за „Оскар“ за най-добър филм Награда „Златен глобус“ за най-добър филм – мюзикъл или комедия копродукция с Scott Free Productions и TSG Entertainment |
| 12 октомври 2015 г.  | Суфражетка                                               | Suffragette                                              | английско разпространение, споделено с Pathé; копродукция с Film4 Productions, BFI, Ingenious Media, Canal+, Ciné+ и Ruby Films |
| 16 октомври 2015 г.  | Мостът на шпионите                                       | Bridge of Spies                                          | номинация за „Оскар“ за най-добър филм Международно разпространение като Fox 2000 Pictures; копродуциран от DreamWorks Pictures, Participant Media, TSG Entertainment, Reliance Entertainment, Amblin Entertainment, Marc Platt Productions, Studio Babelsberg; американското разпространение е поддържано от Walt Disney Studios Motion Pictures чрез Touchstone Pictures                     |
| 6 ноември 2015 г.    | Фъстъчета: Филмът                                        | The Peanuts Movie                                        | като 20th Century Fox Animation; копродукция с Blue Sky Studios |
| 25 ноември 2015 г.   | Виктор Франкенщайн                                       | Victor Frankenstein                                      | копродукция с Di Bonaventura Pictures, Davis Entertainment, Mace Neufeld Productions, Sunswept Entertainment, TSG Entertainment и Skylark Productions |
| 18 декември 2015 г.  | Алвин и Чипоносковците: Голямото чипоключение            | Alvin and the Chipmunks: The Road Chip                   | като Fox 2000 Pictures; копродукция с Regency Enterprises, Bagdasarian Productions и TSG Entertainment |
| 25 декември 2015 г.  | Джой                                                     | Joy                                                      | номинация „Златен глобус“ за най-добър филм – мюзикъл или комедия като Fox 2000 Pictures; копродукция с Davis Entertainment, Annapurna Pictures и TSG Entertainment |
| 25 декември 2015 г.  | Завръщането                                              | The Revenant                                             | номинация за „Оскар“ за най-добър филм Награда „Златен глобус“ за най-добър филм – драма Представен от New Regency Production, Anonymous Content и RatPac Entertainment |
| 12 февруари 2016 г.  | Дедпул                                                   | Deadpool                                                 | копродукция с Marvel Entertainment, Kinberg Genre и The Donners' Company |
| 26 февруари 2016 г.  | Еди Орела                                                | Eddie the Eagle                                          | разпространение извън Великобритания, копродукция с Lionsgate Films, TSG Entertainment, Marv Films, Saville Productions и Babelsberg Studio |
| 4 март 2016 г.       | Другата страна на вратата                                | The Other Side of the Door                               | разпространител в САЩ; копродукция с TSG Entertainment, Gotham Group и Skylark Productions |
| 25 март 2016 г.      | Кунг-фу панда 3                                          | Kung Fu Panda 3                                          | единствено разпространение; продуциран от DreamWorks Animation и Oriental DreamWorks |
| 6 май 2016 г.        | Флорънс                                                  | Florence Foster Jenkins                                  | английско разпространение, споделено с Pathé Distribution; копродукция с TBBC Films, Qwerty Films, Canal+ и Ciné+; Paramount Pictures поддържа северноамериканското разпространение |
| 27 май 2016 г.       | Х-Мен: Апокалипсис                                       | X-Men: Apocalypse                                        | копродукция с TSG Entertainment, The Donners' Company, Bad Hat Harry Productions и Marvel Entertainment |
| 24 юни 2016 г.       | Денят на независимостта: Нова заплаха                    | Independence Day: Resurgence                             | копродукция с TSG Entertainment, Centropolis Entertainment и Electric Entertainment |
| 8 юли 2016 г.        | Майк и Дейв си търсят гаджета                            | Mike and Dave Need Wedding Dates                         | копродукция с Chernin Entertainment и TSG Entertainment |
| 22 юли 2016 г.       | Ледена епоха 5: Големият сблъсък                         | Ice Age: Collision Course                                | като 20th Century Fox Animation; копродукция с Blue Sky Studios |
| 26 август 2016 г.    | Жулиета                                                  | Julieta                                                  | английско разпространение, споделено с Pathé; копродукция с El Deseo, Canal+, Ciné+, Television Española и Echo Lake Entertainment |
| 2 септември 2016 г.  | Морган                                                   | Morgan                                                   | копродукция с Scott Free Productions, TSG Entertainment и Sunswept Entertainment |
| 30 септември 2016 г. | Домът на мис Перигрин за чудати деца                     | Miss Peregrine's Home for Peculiar Children              | копродукция с TSG Entertainment, Chernin Entertainment и Tim Burton Productions |
| 21 октомври 2016 г.  | Семейство Джоунс                                         | Keeping Up with the Joneses                              | като Fox 2000 Pictures; копродукция с Parkes+MacDonald Image Nation и TSG Entertainment |
| 4 ноември 2016 г.    | Тролчета                                                 | Trolls                                                   | единствено разпространение; продуциран от DreamWorks Animation |
| 23 ноември 2016 г.   | Правилата не важат                                       | Rules Don't Apply                                        | единствено разпространение; продуциран от Regency Enterprises, Worldview Entertainment, New Regency Productions и RatPac Entertainment |
| 21 декември 2016 г.  | Assassin's Creed                                         | Assassin's Creed                                         | единствено разпространение; продуциран от Regency Enterprises, Ubisoft Motion Pictures, New Regency Productions, DMC Films и The Kennedy/Marshall Company |
| 23 декември 2016 г.  | Защо точно той?                                          | Why Him?                                                 | копродукция с TSG Entertainment, 21 Laps Entertainment и Red Hour Productions |
| 25 декември 2016 г.  | Скрити числа                                             | Hidden Figures                                           | като Fox 2000 Pictures; копродукция с TSG Entertainment, Tall Trees Productions, Chernin Entertainment и Levantine Films |
| 17 февруари 2017 г.  | Лек за живот                                             | A Cure for Wellness                                      | единствено разпространение; продуциран от Regency Enterprises, Blind Wink Productions и New Regency Productions |
| 3 март 2017 г.       | Логан                                                    | Logan                                                    | копродукция с TSG Entertainment, Marvel Entertainment, The Donners' Company, Malpaso Productions и Hutch Parker Entertainment |
| 3 март 2017 г.       | Къщата на вицекраля                                      | Viceroy's House                                          | английско разпространение, споделено с Pathé; копродукция с BBC Films, Ingenious Media и Bend It Films |
| 31 март 2017 г.      | Бебе Бос                                                 | The Boss Baby                                            | единствено разпространение; продуциран от DreamWorks Animation |
| 12 май 2017 г.       | Ох, на мама                                              | Snatched                                                 | копродукция с TSG Entertainment, Jenno Topping Enterprises, Chernin Entertainment и Feigco Entertainment |
| 19 май 2017 г.       | Дневникът на един дръндьо: Искам вкъщи                   | Diary of a Wimpy Kid: The Long Haul                      | като Fox 2000 Pictures; копродукция с TSG Entertainment и Color Force |
| 19 май 2017 г.       | Пришълецът: Завет                                        | Alien: Covenant                                          | копродукция с TSG Entertainment, Blumhouse Productions и Scott Free Productions |
| 2 юни 2017 г.        | Капитан Гащи: Първото епично приключение                 | Captain Underpants: The First Epic Movie                 | единствено разпространение; продуциран от DreamWorks Animation и Scholastic Entertainment Последният филм на DreamWorks Animation да бъде разпространен от студиото |
| 14 юли 2017 г.       | Войната за планетата на маймуните                        | War for the Planet of the Apes                           | копродукция с Chernin Entertainment и TSG Entertainment |
| 22 септември 2017 г. | Kingsman: Златният кръг                                  | Kingsman: The Golden Circle                              | копродукция с Marv Films, Shangri-La Entertainment, Cloudy Productions и TSG Entertainment |
| 6 октомври 2017 г.   | Планината помежду ни                                     | The Mountain Between Us                                  | като Fox 2000 Pictures; копродукция с Cube Vision, TSG Entertainment и Chernin Entertainment |
| 10 ноември 2017 г.   | Убийство в Ориент Експрес                                | Murder on the Orient Express                             | копродукция с TSG Entertainment, The Mark Gordon Company, Genre Films и Scott Free Productions |
| 15 декември 2017 г.  | Бикът Фердинанд                                          | Ferdinand                                                | като 20th Century Fox Animation; копродукция с Blue Sky Studios и Davis Entertainment |
| 20 декември 2017 г.  | Най-великият шоумен                                      | The Greatest Showman                                     | копродукция с TSG Entertainment, Chernin Entertainment, Jenno Topping Enterprises, Seed Productions и Lawrence Mark Productions |
| 22 декември 2017 г.  | Вестник на властта                                       | The Post                                                 | номинация за „Оскар“ за най-добър филм единствено разпространение в Северна Америка; копродукция с DreamWorks Pictures, Reliance Entertainment, TSG Entertainment, Amblin Entertainment, Pascal Pictures и Star Thrower Entertainment; Universal Pictures поддържа националните територии. |
| 26 януари 2018 г.    | Лабиринтът: Последният кандидат                          | Maze Runner: The Death Cure                              | копродукция с TSG Entertainment, Mace Neufeld Productions, Gotham Group и Temple Hill Entertainment |
| 2 март 2018 г.       | Червената лястовица                                      | Red Sparrow                                              | копродукция с TSG Entertainment, Jenno Topping Enterprises, Chernin Entertainment и Film Rites |
| 16 март 2018 г.      | С любов, Саймън                                          | Love, Simon                                              | като Fox 2000 Pictures; копродукция с TSG Entertainment и Berlanti Productions |
| 23 март 2018 г.      | Не на себе си                                            | Unsane                                                   | единствено международно разпространение; копродукция с Fingerprint Releasing, Bleecker Street, Regency Enterprises и Extension 765 handled U.S. rights |
| 18 май 2018 г.       | Дедпул 2                                                 | Deadpool 2                                               | копродукция с TSG Entertainment, Marvel Entertainment, Genre Films и The Donners' Company |
| 3 август 2018 г.     | Тъмна дарба                                              | The Darkest Minds                                        | копродукция с TSG Entertainment, 21 Laps Entertainment и Film Rites |
| 14 септември 2018 г. | Хищникът                                                 | The Predator                                             | копродукция с TSG Entertainment, Davis Entertainment, Silver Pictures, Dark Castle Entertainment и Lawrence Gordon Productions |
| 28 септември 2018 г. | Старецът и неговото оръжие                               | The Old Man & the Gun                                    | единствено международно разпространение; Fox Searchlight Pictures поддържа американските права копродукция с TSG Entertainment, Endgame Entertainment, Condé Nast Entertainment, Sailor Bear, Identity Films, Tango Productions и Wildwood Enterprises |
| 12 октомври 2018 г.  | Тежки времена в „Ел Роял“                                | Bad Times at the El Royale                               | копродукция с TSG Entertainment и Goddard Textiles |
| 19 октомври 2018 г.  | Омразата, която сееш                                     | The Hate U Give                                          | като Fox 2000 Pictures; копродукция с Temple Hill Entertainment и State Street Pictures |
| 2 ноември 2018 г.    | Бохемска рапсодия                                        | Bohemian Rhapsody                                        | номинация за „Оскар“ за най-добър филм копродукция с Regency Enterprises, TSG Entertainment, New Regency Productions и GK Films |
| 16 ноември 2018 г.   | Вдовици                                                  | Widows                                                   | копродукция с Regency Enterprises, TSG Entertainment, New Regency Productions, Film4, See-Saw Films и Lammas Park Productions |
| 25 януари 2019 г.    | Момчето, което можеше да бъде крал                       | The Kid Who Would Be King                                | копродукция с TSG Entertainment, Working Title Films и Big Talk Productions |
| 14 февруари 2019 г.  | Алита: Боен ангел                                        | Alita: Battle Angel                                      | копродукция с TSG Entertainment, Lightstorm Entertainment и Troublemaker Studios Последният филм на 20th Century Fox да бъде самостоятелно студио. |
| 17 април 2019 г.     | Пробуждане                                               | Breakthrough                                             | като Fox 2000 Pictures; копродукция с Franklin Entertainment и Unanimous Media; Първият филм да бъде пуснат след купуването от Дисни, за да стане официален на 20 март 2019 г. |
| 7 юни 2019 г.        | Х-Мен: Тъмния феникс                                     | Dark Phoenix                                             | копродукция с TSG Entertainment, Genre Films, Hutch Parker Entertainment, Marvel Entertainment и The Donners' Company |
| 12 юли 2019 г.       | Ченге под наем                                           | Stuber                                                   | копродукция с TSG Entertainment и GoldDay Productions |
| 9 август 2019 г.     | Невероятния живот на Енцо                                | The Art of Racing in the Rain                            | като Fox 2000 Pictures; копродукция с TSG Entertainment, Original Film и Starbucks Entertainment |
| 27 септември 2019 г. | Болка и величие                                          | Pain and Glory                                           | английско разпространение, споделено с Pathé Distribution; копродукция с El Deseo; пуснат от Sony Pictures Releasing International в Испания |
| 20 септември 2019 г. | Към звездите                                             | Ad Astra                                                 | копродукция с Regency Enterprises, TSG Entertainment, Plan B Entertainment, RT Features, Keep Your Head Productions и Mad River Films |
| 27 септември 2019 г. | Джуди                                                    | Judy                                                     | английско разпространение, споделено с Pathé; копродукция с BBC Films, Calamity Films и BFI |
| 1 ноември 2019 г.    | Терминатор: Мрачна съдба                                 | Terminator: Dark Fate                                    | международно разпространение чрез Buena Vista International; продуциран от Skydance Media, Paramount Pictures, Tencent Pictures, TSG Entertainment и Lightstorm Entertainment |
| 15 ноември 2019 г.   | Пълно ускорение                                          | Ford v Ferrari                                           | номинация за „Оскар“ за най-добър филм копродукция с Chernin Entertainment, TSG Entertainment и Turnpike Films |
| 25 декември 2019 г.  | Шпионски бъркотии                                        | Spies in Disguise                                        | като 20th Century Fox Animation; копродукция с Blue Sky Studios и Chernin Entertainment; последният филм на Blue Sky |

## 2020-те години
| Премиера          | Заглавие    | Оригинално заглавие | Бележки |
| ----------------- | ----------- | ------------------- | --- |
| 10 януари 2020 г. | В дълбините | Underwater          | копродукция с TSG Entertainment и Chernin Entertainment. Последният филм, пуснат под името на 20th Century Fox преди да се преименува на 20th Century Studios от Дисни на 17 януари 2020 г.                                                                          |
| 13 март 2020 г.   | Мис Свят    | Misbehaviour        | английско разпространение, споделено с Pathé; копродукция с BBC Films, BF, Ingenious Media и Left Bank Pictures. Последният филм на Pathé, който е пуснат под името на 20th Century Fox преди да се преименува на 20th Century Studios от Дисни на 17 януари 2020 г. |